# Juan Lanza
Juan Lanza (Buenos Aires, 7 giugno 1963) è un ex rugbista a 15 e allenatore di rugby a 15 argentino.

## Biografia
Cresciuto nel CUBA (Club Universitario di Buenos Aires), ivi militò per tutta la sua carriera; esordì in Nazionale argentina nel 1985 nel corso del Sudamericano di quell'anno in Paraguay, ad Asunción, contro l'Uruguay, e si laureò campione continentale.
Due anni più tardi si riconfermò campione nel corso del torneo 1987 a Montevideo e prese parte alla Coppa del Mondo di rugby 1987 in Australia e Nuova Zelanda, nel quale disputò tutti e tre gli incontri: Figi, Italia e gli stessi All Blacks, che coincisero pure con l'ultimo incontro internazionale di Lanza, il 1º giugno 1987.
Costituì, insieme a suo fratello Pedro, la prima coppia di gemelli argentini alla Coppa del Mondo.
Dopo il ritiro da giocatore Juan Lanza ha intrapreso la carriera da allenatore e attualmente è tecnico dello stesso CUBA, del quale fino al 2008 ha guidato la prima squadra insieme a suo fratello Pedro.

## Palmarès
- Campionati sudamericani: 2
Argentina: 1985, 1987